# Alive in an Ultra World
Az Alive in an Ultra World Steve Vai koncertlemeze, melyet a The Ultra Zone album turnéján rögzített 2000-ben és 2001-ben. Minden dal más országban került rögzítésre. A Whispering a Prayer dalt Grammy-díjra jelölték legjobb instrumentális előadás kategóriában.
A dupla formátumban megjelent lemezt az Epic kiadó jelentette meg.

## Számlista
A dalokat Steve Vai írta.

### CD 1
1. "Giant Balls of Gold" – 4:45
  - Song for Lengyelország
2. "Burning Rain" – 4:50
  - Song for Japán
3. "The Black Forest" – 6:38
  - Song for Németország
4. "Alive in an Ultra World" – 3:53
  - Song for Szlovénia
5. "Devil's Food" – 10:09
  - Song for Hollandia
6. "Blood and Glory" – 4:53
  - Song for the Anglia
7. "Whispering a Prayer" – 8:45
  - Song for Magyarország
8. "Iberian Jewel" – 4:38
  - Song for Spanyolország

### CD 2
1. "The Power of Bombos" – 5:04
  - Song for Görögország
2. "Incantation" – 8:53
  - Song for Bulgária
3. "Light of the Moon" – 5:47
  - Song for Ausztrália
4. "Babushka" – 6:42
  - Song for Románia
5. "Being with You (Párizs)" – 6:24
  - Song for Franciaország
6. "Principessa" – 5:51
  - Song for Olaszország
7. "Brandos Costumes (Gentle Ways)" – 6:04
  - Song for Portugália

### Zenészek
- Steve Vai – gitár, ének, producer
- Mike Keneally – gitár, ének, billentyűs hangszerek
- Philip Bynoe – ének
- Dave Weiner – gitár, akusztikus gitár, szitár
- Hubert Waldner – szaxofon
- Eric Goldberg – billentyűs hangszerek
- Mike Mangini és Chris Frazier – dobosok
- Neil Citron – producer[1]